# Метеор

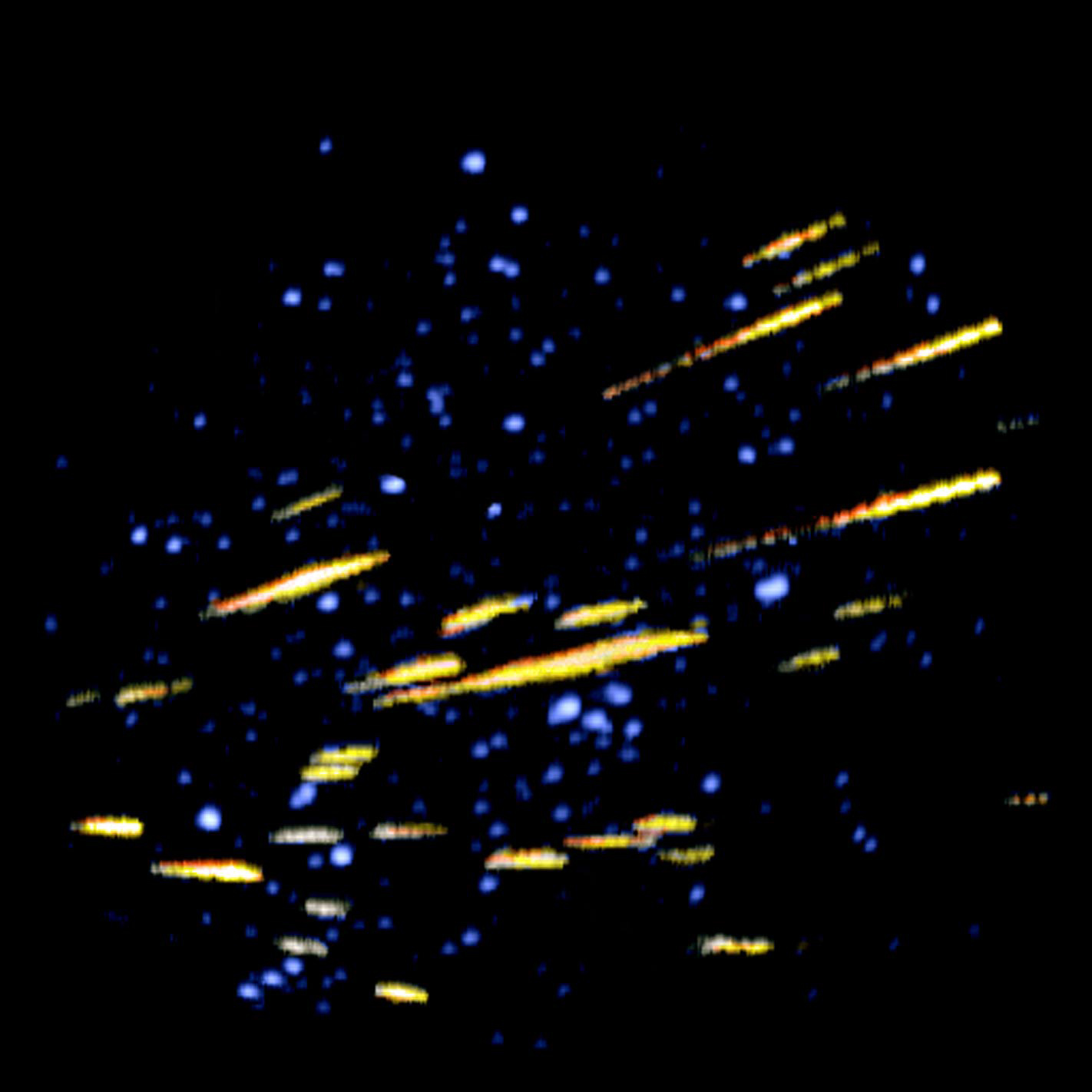
Метеорний потік

Метео́р (грец. μετέωρος, «небесний»), «зорепад» — явище, що виникає за згоряння в атмосфері Землі дрібних метеорних тіл (наприклад, уламків комет чи астероїдів). Аналогічне явище вищої інтенсивності (яскравіше −4 зоряної величини) називається болідом. Давня назва — літа́вець.

## Історія
Перші документальні відомості про метеори виявлено у давньоєгипетському папірусі, який зберігається в Ермітажі. Його датовано близько 2000 до н. е. У давньоруських літописах перші записи про боліди стосуються 1091 року. Правильне пояснення природи метеорів як явищ, пов'язаних із влітанням до атмосфери Землі позаземних тіл, вперше дав Е. Хладні (1794).

## Опис
Розрізняють спорадичні метеори та потокові — метеорні дощі. Зазвичай метеори спалахують на висотах нижче 120 км і згасають на висотах понад 60 км (більшість — на висотах 80—90 км). Метеорне тіло невеликих розмірів здебільшого повністю випаровується в атмосфері Землі. Іноді його маса за час польоту дуже зменшується й до Землі долітають тільки рештки, які зазвичай встигають охолонути, коли космічну швидкість погасив опір повітря. Їх називають метеоритами.
Відомо три види метеоритів: кам'яні, залізні та залізно-кам'яні. Іноді метеорити знаходять через багато років після їхнього падіння. Особливо багато знайдено залізних метеоритів. За вмістом радіоактивних елементів визначають вік метеоритів. Він різний, а найстаріші метеорити мають вік 4,5 млрд років.
Під час польоту метеорити обплавляються й покриваються чорною скоринкою. Один з таких[джерело?] «чорних каменів» вмурований у стіну Кааби (у Мецці) і є предметом релігійного поклоніння.